# Cortrat
Cortrat é uma comuna francesa na região administrativa do Centro, no departamento Loiret. Estende-se por uma área de 11,14 km². Em 2010 a comuna tinha 78 habitantes (densidade: 7 hab./km²).